# Adam Hess
Adam Scott Hess (Warren, 4 aprile 1981) è un ex cestista statunitense con cittadinanza tedesca.

## Palmarès
- Campionato ceco: 2

ČEZ Nymburk: 2004-05, 2005-06
- Coppa della Repubblica Ceca: 2

ČEZ Nymburk: 2005, 2006